# Frank Kugler
Frank X. Kugler (Német Császárság, 1879. március 29. – Saint Louis, Missouri, 1952. július 7.) német születésű többszörös olimpiai érmes amerikai sportoló.
Az 1904. évi nyári olimpiai játékokon indult kötélhúzásban a St. Louis Southwest Turnverein No. 2 színeiben, de az amerikai válogatotthoz tartoztak. Rajtuk kívül még 3 amerikai klub és két ország indult (görögök és dél-afrikaiak). A verseny egyenes kiesésben zajlott. Ebben a számban bronzérmes lett a csapattal.
Két súlyemelés-versenyszámban is indult. Az egyik a kétkaros súlyemelés volt, ahol bronzérmes lett, a másik pedig az egykaros súlyzógyakorlatok, ahol szintén bronzérmes lett.
Részt vett a nehézsúlyú birkózásban is, ebben a számban ezüstérmes lett.
Az olimpia ideje alatt még német állampolgár volt, de a Nemzetközi Olimpiai Bizottság amerikainak ismeri el.